# Neapolitanskt sextackord
Neapolitanskt sextackord är ett ackordiskt stilgrepp som ofta användes i barockmusiken för att skapa en överraskningseffekt. I funktionsläran beskrivs den som en mollsubdominant med låg sext och utan kvint. I tonarten A-dur skulle det då bli ett D-moll i grundläge utan A (kvint) och med Bb (låg sext) tillagd.